# Hubert Lefèvre-Pontalis
Pour les articles homonymes, voir Lefèvre-Pontalis et Lefèvre.
Hubert Lefèvre-Pontalis, né le 2 août 1909 à Paris et mort le 12 janvier 1977 à Paris, est un avocat et homme politique français.

## Biographie

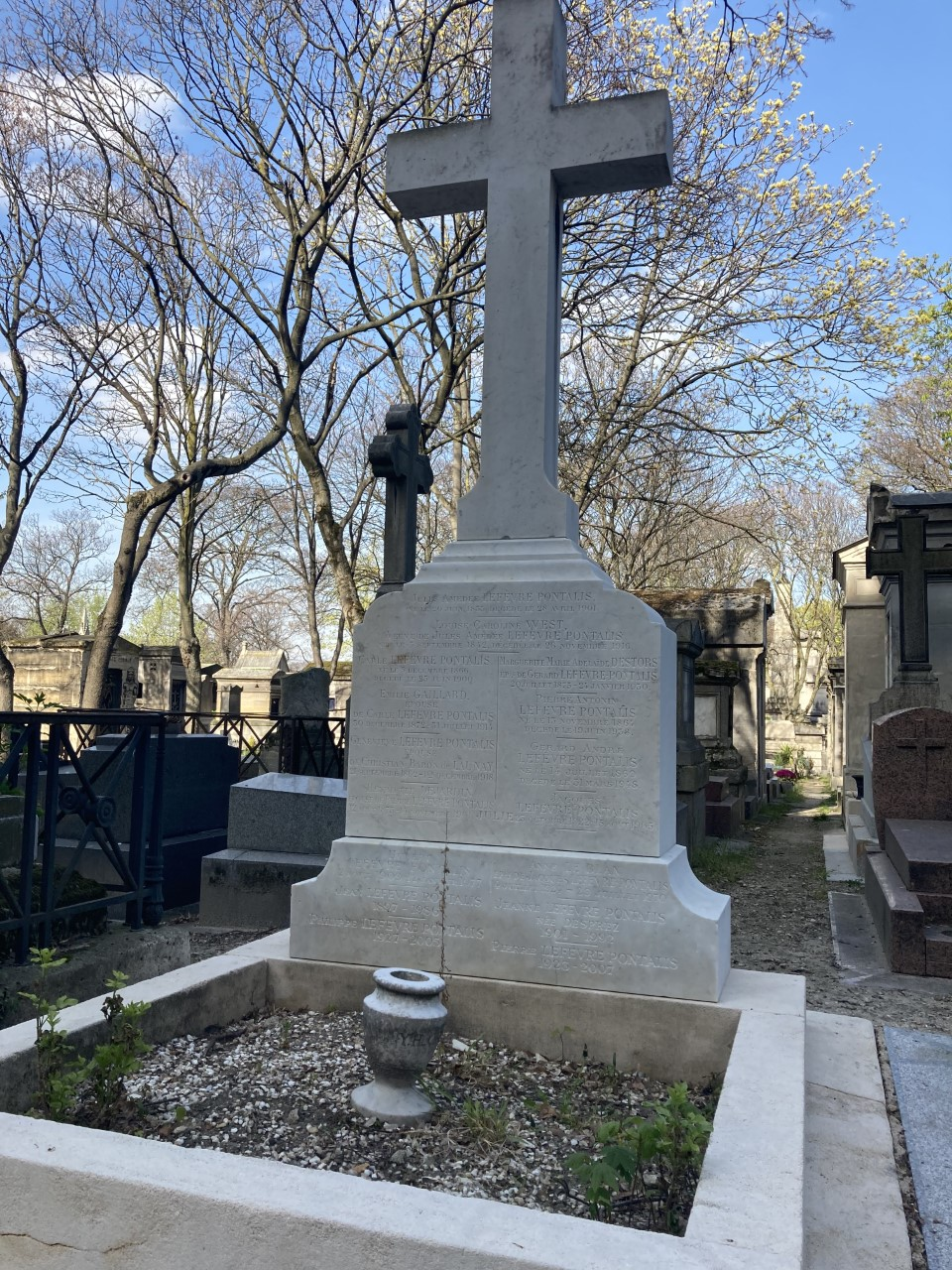
Sépulture familiale.

Hubert Lefèvre-Pontalis est le fils cadet de Gérard Lefèvre-Pontalis (1869-1948) et de son épouse née Marguerite Destors (1875-1930). Il est donc le petit-fils d'Amédée Lefèvre-Pontalis et le neveu de Pierre Lefèvre-Pontalis. Il est élève à l'Institution Notre-Dame de Sainte-Croix de Neuilly et à la Faculté de droit de Paris. Il s'inscrit au barreau de Paris en 1934 et devient avocat à la cour d'appel de Paris. Il crée son cabinet qui se spécialise dans le contentieux international.
Conseiller municipal de Paris et conseiller général de la Seine, Hubert Lefèvre-Pontalis est élu député gaulliste de la Sarthe de 1946 à 1951. Il est membre de la commission de l'Intérieur et vice-président de la commission de la Presse, cinéma, information.
En 1956, il est candidat aux législatives sous les couleurs du Rassemblement national français.
Il meurt à Paris le 12 janvier 1977 et est inhumé dans la sépulture familiale du cimetière de Montmartre.

## Distinctions
- Croix de guerre 1939-1945
- Officier de la Légion d'honneur
- Commandeur de l'ordre vénézuélien de Miranda
- Commandeur de l'ordre du Ouissam alaouite